# Колесникова, Светлана Николаевна
Светлана Николаевна Колесникова (укр. Світлана Миколаївна Колесникова; род. 26 мая 1965, Львов) — советская и украинская фехтовальщица, тренер; Мастер спорта СССР (1982), Заслуженный работник физической культуры и спорта Украины (2012).

## Биография
Родилась 26 мая 1965 года во Львове. Многократная призерка чемпионатов Украины в 1981—1983 годах. Выступала за спортивные общества «Локомотив» (1975—1984) и СКА (1986—1988). Её тренером был Ф. Бурсак.
С 2007 года Светлана Колесникова работает тренером Львовского областного центра «Инваспорт» и одновременно с 2008 года — тренером-преподавателем Львовской ДЮСШ № 2 (вместе со своим мужем Андреем Колесниковым. В числе их совместных воспитанников известные паралимпийцы Антон Дацко и Андрей Демчук, а также другие спортсмены.
Награждена орденом Княгини Ольги 3-й степени (как специальный тренер чемпионов Паралимпийских игр по фехтованию на колясках Антона Дацко и Андрея Демчука) и Почётной грамотой Лвовской областной рады (как тренер по фехтованию центра «Инваспорт» Антона Дацко и Андрея Демчука). В 2016 году за свою работу была награждена денежной премией Президента Украины.. В 2024 году награждена орденом княгини Ольги 2-й степени.